# 高島雄哉
高島 雄哉（たかしま ゆうや、1977年 -）は、日本のSF作家、SF考証家。

## 経歴・人物
山口県宇部市生まれ、徳山市（現・周南市）育ち。東京都杉並区在住。山口県立宇部高等学校を経て東京大学理学部物理学科卒、東京藝術大学美術学部芸術学科卒業。2014年、投稿作「ランドスケープの知性定理」で第5回創元SF短編賞を受賞し、同作を改題・改稿した「ランドスケープと夏の定理」で作家デビュー。2016年には『ゼーガペインADP』のSF考証と『機動戦士ガンダム THE ORIGIN IV 運命の前夜』の設定協力をつとめ、以後はSF考証家としても活動している。2022年、「798ゴーストオークション」で第1回AIのべりすと文学賞最優秀作品賞を受賞。

## 受賞・候補歴
- 2013年4月 - 「幽霊のいる部屋とヘンリカの魔たち」で第4回 創元SF短編賞 最終候補（糸像かなた 名義）。
- 2014年3月 - 「わたしを数える」で第1回 星新一賞一般部門 入選。
- 2014年4月 - 「ランドスケープの知性定理」で第5回 創元SF短編賞 受賞。
- 2022年10月 - 「798ゴーストオークション」で第1回 AIのべりすと文学賞最優秀作品賞 受賞。

## 作品リスト

### 小説

#### 単行本
- 『ランドスケープと夏の定理』（2018年8月 東京創元社 創元日本SF叢書 / 2020年8月 創元SF文庫）
  - 「ランドスケープと夏の定理」 - 初出『ミステリーズ！』vol.66（2014年8月）
  - 「ベアトリスの傷つかない戦場」、「楽園の速度」 - 書き下ろし
  - 「夏の吹雪のテオーリア」 - 文庫版書き下ろし
- 『エンタングル：ガール』（2019年8月 東京創元社 創元日本SF叢書 / 2022年4月 創元SF文庫） - アニメーション作品「ゼーガペイン」のスピンオフ小説
  - 「エンタングル：ガール」 - WEBサイト「矢立文庫」（2016年9月30日 - 2017年4月27日 サンライズ）連載の「エンタングル：ガール 舞浜南高校映画研究部」を改題・大幅改稿
  - 「ホロニックワールド・エンタングルメント」 - 文庫版書き下ろし
- 『不可視都市』（2020年3月 星海社FICTIONS）
- 『青い砂漠のエチカ』（2021年3月 星海社FICTIONS）
- 『宇宙戦艦ヤマト 黎明篇 アクエリアス・アルゴリズム』（2021年9月 KADOKAWA）
- 『小説 機動戦士ガンダム 水星の魔女』（2023年2月 -  角川コミックス・エース、既刊4巻）
  - 『月刊ガンダムエース』2023年1月号 - （KADOKAWA）連載中[6]。単行本には書き下ろしエピソードを追加。
- 『はじまりの青 シンデュアリティ：ルーツ』（2024年3月 創元SF文庫） - 原作：MAGUS

#### アンソロジー収録
- 「わたしを数える」 - 『折り紙衛星の伝説 年刊日本SF傑作選』（2014年6月 創元SF文庫）
- 「キャット・ポイント」 - 『NOVA 2019年春号』（2018年12月 河出文庫）
- 「ゴーストキャンディカテゴリー」 - 『時を歩く 書き下ろし時間SFアンソロジー』(2019年10月 創元SF文庫)
- 「配信世界のイデアたち」 - 『Genesis 白昼夢通信 創元日本SFアンソロジー2』(2019年12月 東京創元社)
- 「星たちの舞台」 - 『銀河英雄伝説列伝〈1〉 晴れあがる銀河』（2020年10月 創元SF文庫）
- 「Mounting the World――世界実装」 - 『ALTDEUS:Beyond Chronos Decoding the Erudite』（2021年2月 ハヤカワ文庫JA）

#### 雑誌等掲載
- 「無重力的新世界」 - 『S-Fマガジン』2019年4月号（早川書房）
- 「WAR TIME SHOW 〜戦場のエクエス」 - WEBサイト「矢立文庫」（2017年12月7日 - 2019年4月19日 サンライズ）

### 評論・エッセイ等

#### 単行本
- 『アニメのSF考証家が描く未来のカタチ 21.5世紀 僕たちはどう生きるか？』（2019年10月 講談社）
- 『しなやかな社会の実現 きたるべき国難の先に』（2022年4月 日経BPマーケティング） - 著： 「レジリエンス社会」をつくる研究会、編著：高島雄哉

#### 雑誌等掲載
- 「嘘の消失――VRは小説を受け入れられるのか」 - 『S-Fマガジン』2016年12月号（早川書房）
- 「世界を設定する SFアニメ現場レポート」 - 2016年8月1日 - 2016年11月7日 SFマガジンcakes版（早川書房）
- 「想像力のパルタージュ 新しいSFの言葉をさがして」 - 2015年4月6日 - 2019年12月16日 Webミステリーズ！（東京創元社）

### アニメ脚本
- SYNDUALITY Noir（2024年2月）
- ザ・ファブル（2024年4月 - ） - シリーズ構成・脚本

### ゲームシナリオ
- ALTDEUS: Beyond Chronos（2020年）[7]

### SF考証・設定考証
- ゼーガペインADP（アニメ映画、2016年10月） - SF考証
- 機動戦士ガンダム THE ORIGIN（OVA、2016年11月 - 2018年5月） - SF設定協力。「IV 運命の前夜」より参加
- ブルバスター（メディアミックス企画、原作：中尾浩之、2017年11月 - ） - 設定考証
- 機動戦史ガンダム武頼（漫画作品、漫画：礒部一真、『月刊ガンダムエース』2020年2月号 - ） - 設定考証
- 機動戦士ガンダム 水星の魔女（テレビアニメ、2022年10月 - 2023年7月） - SF考証
- SYNDUALITY Noir（テレビアニメ、2023年7月 - ） - SF考証
- ARMORED CORE VI FIRES OF RUBICON（ゲーム、2023年8月） - SF考証